# Mateo García de los Reyes (S-84)
El Mateo García de los Reyes  (S-84) es un submarino de la clase S-80 perteneciente a la Armada Española, que se encuentra en construcción en el astillero de Navantia en Cartagena, España. Se espera su entrada en servicio en la Armada Española en 2028.

## Diseño
El Mateo García de los Reyes es el último submarino de propulsión diésel-eléctrica de la serie,  perteneciente a la clase S-80 encargados a Navantia por la Armada Española. Se prevé, que al contrario de las dos primeras unidades, el S-84 esté dotado de salida con el sistema de propulsión AIP desarrollado por la empresa Hynergreen Technologies S.A, que forma parte de Abengoa.

## Construcción
Se inició su construcción el 21 de enero de 2010 en el astillero de Navantia de Cartagena.
El 13 de enero de 2012, se aprobaron los nombres de los cuatro buques de su clase, publicándose estos en el Boletín Oficial de Defensa (BOD) del 30 de enero de 2012, y correspondiéndole al cuarto buque de la clase el nombre de Mateo García de los Reyes, en honor al primer comandante del Arma Submarina Española, Mateo García de los Reyes.

## Buques de la clase y similares
```
Clase S-80
```

### Buques de la clase
- Isaac Peral (S-81)
- Narciso Monturiol (S-82)
- Cosme García (S-83)

### Buques similares
- Clase U-212
- Clase Scorpène
- Clase Lada
- Clase Gotland

### Secuencias de designación
...→ Clase Delfín → Clase Galerna → Clase S-80

### Listas relacionadas
Submarinos de la Armada Española